# Halophila decipiens
Halophila decipiens là một loài thực vật có hoa trong họ Hydrocharitaceae. Loài này được Ostenf. mô tả khoa học đầu tiên năm 1901.